# Jiří Komorous
Jiří Komorous (* 28. prosince 1960 Plzeň) je český policista a současný ředitel Ochranné služby Policie České republiky.

## Život
V roce 1983 vystudoval Právnickou fakultu Univerzity Karlovy v Praze. Od roku 1984 pracuje u policie. Přes obvodní úřad vyšetřování na Praze 9, přes pražský úřad vyšetřování se dostal na protinarkotické oddělení správy. V roce 1994 se stal ředitelem Národní protidrogové centrály. V roce 2004 spolu se zpěvákem Danielem Landou založil řád Ordo Lumen Templi.
Od policie odešel na vlastní žádost počátkem roku 2009, kdy ho nahradil ve funkci Jakub Frydrych. Krátce po svém odchodu vydal své paměti o působení u protidrogové policie nazvanou Lovci smrti. V červnu 2009 se stal náměstkem ministra vnitra Martina Peciny. Komorousovo jmenování kritizoval pro jeho bývalé styky s StB jiný bývalý dlouholetý policista Jan Kubice, který své výhrady neskrýval už v době, kdy byli oba aktivními policisty. Když totiž v roce 1987 usiloval o vstup do StB, označil se za „přesvědčeného internacionalistu, plně oddaného marxismu-leninismu“ a vyjádřil naprostý souhlas s invazí vojsk Varšavské smlouvy do Československa v srpnu 1968.
Dne 8. května 2016 jej prezident Miloš Zeman jmenoval do hodnosti brigádního generála a dne 8. května 2021 do hodnosti generálmajora.
Jiří Komorous je věřící křesťan, konvertita, římský katolík.